# Онрюсрифир
Онрюсрифир (африк. и англ. Onrusrivier) — небольшой город на юго-западе Южно-Африканской Республики, на территории Западно-Капской провинции. Входит в состав района Оферберх. Является частью местного муниципалитета Оферстранд.

## Географическое положение
Город расположен в южной части провинции, на побережье бухты Онрюсрифирмонд Атлантического океана, вблизи места впадения в неё реки Онрюс, на расстоянии приблизительно 57 километров (по прямой) к юго-востоку от Кейптауна, административного центра провинции. Абсолютная высота — 26 метров над уровнем моря.

## Климат
Климат города субтропический средиземноморский. Среднегодовое количество осадков — 506 мм. Наибольшее количество осадков выпадает в период с апреля по октябрь. Средний максимум температуры воздуха варьируется от 16,5 °C (в июле), до 25,7 °C (в феврале). Самым холодным месяцем в году является июль. Средняя минимальная ночная температура для этого месяца составляет 7 °C.

## Население
По данным официальной переписи 2011 года, население Онрюсрифира составляло 5151 человек, из которых мужчины составляли 45,45 %, женщины — соответственно 54,55 %. В расовом отношении белые составляли 90,43 % от населения города, негры — 6,45 %, цветные — 2,6 %, азиаты (в том числе индийцы) — 0,14 %, представители других рас — 0,39 %. Наиболее распространёнными среди горожан языками были: африкаанс (61,15 %) и английский (36,83 %).

## Транспорт
Через город проходит региональное шоссе R43. Ближайший аэропорт расположен в городе Херманус.